# Közönséges kürtcsiga
A közönséges kürtcsiga (Buccinum undatum) a csigák (Gastropoda) osztályának Sorbeoconcha rendjébe, ezen belül a kürtcsigafélék (Buccinidae) családjába tartozó faj.
A Buccinum csiganem típusfaja.

## Előfordulása
A közönséges kürtcsiga az Atlanti-óceán északi részének selftengereiben, a Balti-tenger nyugati vizében, délen a Vizcayai-öbölig, valamint az Atlanti-óceán amerikai felén New Jersey-ig fordul elő. Kettőtől százötven méteres mélységig található meg. Bár csalinak és étkezési célból is gyűjtik, még mindig gyakran előforduló csiga.

## Megjelenése
A közönséges kürtcsiga hossza a part közelében maximum 8 centiméter, mélyebb vízben maximum 16 centiméter. A házon található spirális vonalak száma megközelítőleg elárulják az állat életkorát. A házat gyakran parányi tengerimakkok (Balanidae) és csőférgek (Canalipalpata) borítják. A fedő (operculum) a láb végén található; kemény fedélként működik, amikor a csiga visszahúzódik a házába. A szifó vizet juttat a test belsejébe, kémiai érzékelőszervként is szolgál. A tapogatók tövénél találhatók a szemek. A szájnyílás szívókaszerűen meghosszabbodhat, hogy az állat be tudja szívni a táplálékot. A csiga, a széles, izmos lábán csúszva halad.

## Életmódja
A közönséges kürtcsiga dögevő és ragadozó, többnyire a víz alatt marad. Tápláléka puhatestűek, férgek, állati tetemek és elpusztult vagy beteg halak. Amikor tetemekkel táplálkozik, az „ormányát” bemélyeszti az elhullott állatba. Ezen az „ormányon” parányi fogszerű képződmények vannak.
Az Anthessius leptostylis (Sars G.O., 1916) és az Anthessius teissieri Bocquet & Stock, 1958 nevű evezőlábú rákok (Copepoda) élősködnek ezen a kürtcsigán.

## Szaporodása
A közönséges kürticsigák belső megtermékenyítéssel szaporodnak. Váltivarúak, azaz hím és nőstény egyedek is vannak. A nőstény csiga, a petéit sárga tokokban rakja le, ezek ökölnyi labdává egyesülnek. Egy tok körülbelül 1000 petét tartalmaz.